# François-Xavier Gautrelet
François-Xavier Gautrelet, né le 15 février 1807 à Sampigny (Saône-et-Loire, France) et mort le 4 juillet 1886 à Montbrison (Loire, France), est un prêtre jésuite français et auteur populaire d'ouvrages spirituels.  

## Biographie
En 1844, il fonda un mouvement catholique de prière, l'Apostolat de la prière.

## Thèses
Dans son livre, La Franc-maçonnerie et la Révolution, il souligna l'influence de la franc-maçonnerie sous la Révolution française, particulièrement dans son opposition à la religion catholique.

## Publications
- l'Apostolat de la prière, Lyon, 1846.
- Traité de l'état religieux (2 vol.), Lyon, 1847.
- Méthode pour assister les malades et les disposer à mort, Lyon, 1847.
- Nouveau mois du Sacré-Cœur de Jésus, Paris, 1850.
- La divinité de l'Église catholique, Clermont-Ferrand, 1854.
- La Franc-maçonnerie et la Révolution, Lyon, Briday, 1872.
- Le salut de la France par le Sacré-Cœur, 1873.
- Le Prêtre et l'Autel, 1874.